# هيكل القوة
هيكل القوة هو الجزء القادر على القتال في التنظيم العسكري، ويوضح كيفية تنظيم الأفراد العسكريين، وأسلحتهم، ومعداتهم لإجراء العمليات، والمهام التي تتوقعها منهم عقيدة الخدمة العسكرية أو تتطلبها ظروف الصراع.
وتضع عملية هيكلة القوة في الاعتبار توزيع الضباط وغيرهم من موظفي الخدمات (من الرجال والسيدات)، وما لديهم من مهارات، والعلاقات بين الوحدات العسكرية التي يتبعون لها واللازمة لتقديم الدعم المتبادل أثناء العمليات العسكرية باعتبارها قدرة عسكرية للقوات المسلحة، سواء في جزء منها أو في مجملها. وهيكل القوة الكلي الممنوح لأية عملية أو مهمة عسكرية يُسمَى نظام المعركة.
من الجوانب الأخرى المهمة لتخطيط هيكل القوة هو ألا يعكس هيكل القيادة المُعَد داخل نظام المعركة هيكل القوة، وإنما التسلسل الهرمي لقيادة القوات، ونشر كلٍ منها داخل مسرح العمليات العسكرية، أثناء مناورة العمليات، أو في منطقة المسؤولية التعبوية.
وتُختبَر عادةً قابلية أي هيكل قوة للتكيف في وقت الحرب بما يعكس الطبيعة المتغيرة للحرب، ومن ثمَّ العقيدة العسكرية، التي يتعرض لها المشاركون فيها. ويُوضَع هيكل القوة في أغلب الأحيان لاستدعاء الضرورة ذلك نظرًا لنقص الأفراد المُدرَبين أو الخبرات أو المعدات الملائمة. وقد عرض دفيد جلانتز في كتابه صدام التيتان (When Titans Clash) نموذجًا يوضح كيف بعد ثلاث سنوات من التراجع، والخسائر الفادحة، والدروس الصعبة، والنضج، واستعادة المبادرة، اعترف الجيش الأحمر بهذه العملية من تغيير هيكل القوة في القواعد الميدانية للجيش الأحمر لعام 1944, أو ما يُعرَف باسم Ustav، وهي القواعد التي صاغت خبرات ذلك الجيش في عام 1943، بما في ذلك الهجمات الجوية والمدفعية على القوات البرية. ومن الأمور المهمة أيضًا في هذا الشأن أن القواعد الميدانية للجيش الأحمر، أو Ustav «قد شددت على أهمية المناورة والمفاجأة والمبادرة، وهي السمات الثلاث المميزة لنظرية الفترات ما بين الحروب بين الألمان والسوفييت». وعَكْس ذلك استمرار النمو ثابت الخطى لهيكل القوة الآلي الذي يسعى إليه الجيش الأحمر منذ الثلاثينيات من القرن العشرين، والذي ظهر أيضًا عندما أثبتت «معركة خالخين غول صحة النظرية السوفيتية وهيكل القوة».
ويمكن أن تحدث التغييرات حاليًا في هيكل القوة ليس فقط نتيجة التغييرات في أشكال الحرب والعقيدة العسكرية، وإنما أيضًا نتيجة التغير السريع في الاعتبارات المتعلقة بالتكنولوجيا والميزانية حسب الاقتصاد الوطني الأوسع نطاقًا.